# انا بیگریانا
انا بیگریانا (اوکراینی: Анна Багряна؛ زادهٔ ۲۴ مارس ۱۹۸۱) زبان‌شناس، شاعر، رمان‌نویس، نمایشنامه‌نویس، مترجم، و نویسنده اهل اوکراین است.